# Nuoto ai XIX Giochi asiatici
Le gare di nuoto ai XIX Giochi asiatici si sono svolte dal 24 al 29 settembre 2023 all'Hangzhou Olympic Sports Park Aquatics Center di Hangzhou.

## Podi

### Uomini
| Evento                            | Oro | Perform.  | Argento | Perform. | Bronzo | Perform. |
| Stile libero                      | |           | |          | |          |
| 50 m (dettagli)                   | Ji Yu-chan | 21"72 ,   | Ian Yentou Ho | 21"87    | Pan Zhanle | 21"92    |
| 100 m (dettagli)                  | Pan Zhanle | 46"97     | Wang Haoyu | 48"02    | Hwang Sun-woo | 48"04    |
| 200 m (dettagli)                  | Hwang Sun-woo | 1'44"40 , | Pan Zhanle | 1'45"28  | Lee Ho-joon | 1'45"56  |
| 400 m (dettagli)                  | Kim Woo-min | 3'44"36   | Pan Zhanle | 3'48"81  | Nguyễn Huy Hoàng | 3'49"16  |
| 800 m (dettagli)                  | Kim Woo-min | 7'46"03 , | Fei Liwei | 7'49"90  | Nguyễn Huy Hoàng | 7'51"44  |
| 1500 m (dettagli)                 | Fei Liwei | 14'55"47  | Kim Woo-min | 15'01"07 | Shogo Takeda | 15'03"29 |
| Dorso                             | |           | |          | |          |
| 50 m (dettagli)                   | Xu Jiayu | 24"38     | Wang Gukailai | 24"88    | Ryōsuke Irie | 25"15    |
| 100 m (dettagli)                  | Xu Jiayu | 52"23     | Ryōsuke Irie | 53"46    | Lee Ju-ho | 53"54    |
| 200 m (dettagli)                  | Xu Jiayu | 1'55"37   | Lee Ju-ho | 1'56"54  | Hidekazu Takehara | 1'57"63  |
| Rana                              | |           | |          | |          |
| 50 m (dettagli                    | Qin Haiyang | 26"35     | Sun Jiajun | 26"92    | Choi Dong-yeol | 26"93    |
| 100 m (dettagli)                  | Qin Haiyang | 57"76     | Yan Zibei | 59"09    | Choi Dong-yeol | 59"28    |
| 200 m (dettagli)                  | Qin Haiyang | 2'07"03   | Dong Zhihao | 2'08"67  | Ippei Watanabe | 2'09"91  |
| Farfalla                          | |           | |          | |          |
| 50 m (dettagli)                   | Baek In-chul | 23"29     | Teong Tzen Wei | 23"34    | Adilbek Mussin | 23"44    |
| 100 m (dettagli)                  | Katsuhiro Matsumoto | 51"13     | Wang Changhao | 51"24    | Adilbek Mussin | 51"86    |
| 200 m (dettagli)                  | Tomoru Honda | 1'53"15   | Wang Kuan-hung | 1'54"53  | Chen Juner | 1'56"04  |
| Misti                             | |           | |          | |          |
| 200 m (dettagli)                  | Wang Shun | 1'54"62   | Qin Haiyang | 1'57"41  | Daiya Seto | 1'58"35  |
| 400 m (dettagli)                  | Tomoru Honda | 4'11"40   | Daiya Seto | 4'12"88  | Wang Shun | 4'15"12  |
| Staffette                         | |           | |          | |          |
| 4 × 100 m stile libero (dettagli) | Cina Pan Zhanle (47"06) Chen Juner (48"00) Hong Jinquan (48"27) Wang Haoyu (47"55) Wang Shun* Wang Changhao* Yang Jintong*           | 3'10"88   | Corea del Sud Ji Yu-chan (48"90) Lee Ho-joon (47"79) Kim Ji-hun (48"66) Hwang Sun-woo (47"61) Yang Jae-hoon* Lee Yoo-yeon* Kim Young-beom* | 3'12"96  | Giappone Katsumi Nakamura (48"75) Katsuhiro Matsumoto (47"97) Taikan Tanaka (48"82) Tomonobu Gomi (48"72) Shinri Shioura*                | 3'14"26  |
| 4 × 200 m stile libero (dettagli) | Corea del Sud Yang Jae-hoon (1'46"83) Lee Ho-joon (1'45.36) Kim Woo-min (1'44"50) Hwang Sun-woo (1'45"04) Lee Yoo-yeon* Kim Gun-woo* | 7'01"73   | Cina Wang Shun (1'45"96) Niu Guangsheng (1'46"68) Wang Haoyu (1'45"99) Pan Zhanle (1'44"77) Fei Liwei* Hong Jinquan* Zhang Ziyang*         | 7'03"40  | Giappone Hidenari Mano (1'47"11) Tomoru Honda (1'45"59) Taikan Tanaka (1'48"00) Katsuhiro Matsumoto (1'45"59) So Ogata*                  | 7'06"29  |
| 4 × 100 m misti (dettagli)        | Cina Xu Jiayu (52.05) Qin Haiyang (57"63) Wang Changhao (50"68) Pan Zhanle (46"65) Wang Shun* Yan Zibei* Sun Jiajun* Wang Haoyu*     | 3'27"01   | Corea del Sud Lee Ju-ho (53"54) Choi Dong-yeol (59"12) Kim Young-beom (51"76) Hwang Sun-woo (47"63) Cho Sung-jae* Kim Ji-hun* Lee Ho-joon* | 3'32"05  | Giappone Ryōsuke Irie (53"71) Yuya Hinomoto (59"72) Katsuhiro Matsumoto (50"93) Katsumi Nakamura (48"16) Daiki Yanagawa* Naoki Mizunuma* | 3'32"52  |

Nota: * indica i nuotatori che hanno gareggiato solamente in batteria.

### Donne
| Evento                            | Oro | Perform. | Argento | Perform. | Bronzo | Perform. |
| Stile libero                      | |          | |          | |          |
| 50 m (dettagli)                   | Zhang Yufei | 24"26    | Siobhán Haughey | 24"34    | Cheng Yujie | 24"60    |
| 100 m (dettagli)                  | Siobhán Haughey | 52"17    | Yang Junxuan | 53"11    | Cheng Yujie | 53"91    |
| 200 m (dettagli)                  | Siobhán Haughey | 1'54"12  | Li Bingjie | 1'56"00  | Liu Yaxin | 1'56"43  |
| 400 m (dettagli)                  | Li Bingjie | 4'01"96  | Ma Yonghui | 4'05"68  | Waka Kobori | 4'07"81  |
| 800 m (dettagli)                  | Li Bingjie | 8'20"01  | Waka Kobori | 8'28"78  | Yang Peiqi | 8'35"47  |
| 1500 m (dettagli)                 | Li Bingjie | 15'51"18 | Gao Weizhong | 16'05"73 | Yukimi Moriyama | 16'17"78 |
| Dorso                             | |          | |          | |          |
| 50 m (dettagli)                   | Wang Xueer | 27"35    | Wan Letian | 27"41    | Miki Takahashi | 28"21    |
| 100 m (dettagli)                  | Wan Letian | 59"38    | Wang Xueer | 59"52    | Lee Eun-ji | 1'00"03  |
| 200 m (dettagli)                  | Peng Xuwei | 2'07"28  | Liu Yaxin | 2'08"70  | Lee Eun-ji | 2'09"75  |
| Rana                              | |          | |          | |          |
| 50 m (dettagli)                   | Tang Qianting | 29"96    | Satomi Suzuki | 30"14    | Siobhán Haughey | 30"36    |
| 100 m (dettagli)                  | Reona Aoki | 1'06"81  | Satomi Suzuki | 1'06"95  | Yang Chang | 1'07"01  |
| 200 m (dettagli)                  | Ye Shiwen | 2'23"84  | Kwon Se-hyun | 2'26"31  | Runa Imai | 2'26"41  |
| Farfalla                          | |          | |          | |          |
| 50 m (dettagli)                   | Zhang Yufei | 25"10    | Yu Yiting | 25"71    | Rikako Ikee | 26"02    |
| 100 m (dettagli)                  | Zhang Yufei | 55"86    | Ai Soma | 57"57    | Wang Yichun | 57"83    |
| 200 m (dettagli)                  | Zhang Yufei | 2'05"57  | Yu Liyan | 2'08"31  | Hiroko Makino | 2'09"22  |
| Misti                             | |          | |          | |          |
| 200 m (dettagli)                  | Yu Yiting | 2'07"75  | Ye Shiwen | 2'10"34  | Kim Seo-yeong | 2'10"36  |
| 400 m (dettagli)                  | Yu Yiting | 4'35"44  | Ageha Tanigawa | 4'35"65  | Mio Narita | 4'38"77  |
| Staffette                         | |          | |          | |          |
| 4 × 100 m stile libero (dettagli) | Cina Yang Junxuan (53"86) Cheng Yujie (53"07) Wu Qingfeng (53"84) Zhang Yufei (53"19) Li Bingjie* Yu Yiting* Liu Yaxin*       | 3'33"96  | Giappone Nagisa Ikemoto (54"59) Chihiro Igarashi (54"93) Rikako Ikee (54"66) Rio Shirai (54"30)                                            | 3'38"48  | Hong Kong Camille Cheng (56"11) Siobhán Haughey (51"92) Tam Hoi Lam (55"66) Stephanie Au (55"41) Natalie Kan*                                                 | 3'39"10  |
| 4 × 200 m stile libero (dettagli) | Cina Liu Yaxin (1'56"45) Cheng Yujie (1'58"56) Li Bingjie (1'56"14) Li Jiaping (1'58"19) Wu Qingfeng* Ge Chutong* Yang Peiqi* | 7'49"34  | Giappone Rio Shirai (1'59.28) Nagisa Ikemoto (1'57.73) Waka Kobori (1'59"00) Miyu Namba (1'59"92) Mio Narita* Hiroko Makino*               | 7'55"93  | Corea del Sud Kim Seo-yeong (1'59"43) Hur Yeon-kyung (1'58.64) Park Su-jin (2'01"32) Han Da-kyung (2'00"72) Lee Eun-ji* Jeong So-eun*                         | 8'00"11  |
| 4 × 100 m misti (dettagli)        | Giappone Miki Takahashi (1'00"80) Reona Aoki (1'06"21) Ai Soma (57"28) Nagisa Ikemoto (53"38) Hiroko Makino*                  | 3'57"67  | Corea del Sud Lee Eun-ji (1'00"68) Ko Ha-ru (1'08"42) Kim Seo-yeong (57"41) Hur Yeon-kyung (53"62) Kim Hye-jin* Park Su-jin* Jeong So-eun* | 4'00"13  | Hong Kong Stephanie Au (1'00"74) Siobhán Haughey (1'06"03) Natalie Kan (59"89) Tam Hoi Lam (55"06) Cindy Cheung* Hoi Kiu Lam* Hoi Ching Yeung* Camille Cheng* | 4'01"72  |

Nota: * indica i nuotatori che hanno gareggiato solamente in batteria.

### Misti
| Evento                   | Oro | Perform. | Argento | Perform. | Bronzo | Perform. |
| Staffette                | |          | |          | |          |
| 4x100 m misti (dettagli) | Cina Xu Jiayu (51"91) Qin Haiyang (57"25) Zhang Yufei (56"05) Yang Junxuan (52"52) Wang Shun* Yan Zibei* Wang Yichun* Cheng Yujie* | 3'37"73  | Giappone Ryōsuke Irie (53"64) Yuya Hinomoto (59"50) Ai Soma (57"78) Nagisa Ikemoto (53"72) Hidekazu Takehara* Ippei Watanabe* Hiroko Makino* | 3'44"64  | Corea del Sud Lee Eun-ji (1'01"37) Choi Dong-yeol (59"69) Kim Seo-yeong (57"39) Hwang Sun-woo (48"33) Lee Ju-ho* Hur Yeon-kyung* | 3'46"78  |

Nota: * indica i nuotatori che hanno gareggiato solamente in batteria.

## Medagliere
| Pos.   | Paese         | Oro | Argento | Bronzo | Totale |
| ------ | ------------- | --- | ------- | ------ | ------ |
| 1      | Cina          | 28  | 21      | 9      | 58     |
| 2      | Corea del Sud | 6   | 6       | 10     | 22     |
| 3      | Giappone      | 5   | 10      | 15     | 30     |
| 4      | Hong Kong     | 2   | 2       | 3      | 7      |
| 5      | Taipei cinese | 0   | 1       | 0      | 1      |
| 5      | Singapore     | 0   | 1       | 0      | 1      |
| 7      | Kazakistan    | 0   | 0       | 2      | 2      |
| 7      | Vietnam       | 0   | 0       | 2      | 2      |
| Totale | Totale        | 41  | 41      | 41     | 123    |